# Sigurjón Birgir Sigurðsson
En aquest nom islandès, el darrer nom és un patronímic, no pas un cognom. La manera de referir-se a aquesta persona és pel nom de pila.
Sigurjón Birgir Sigurðsson (Reykjavík, 27 d'agost de 1962), conegut professionalment tan sols per l'hipocorístic Sjón, és un artista i intel·lectual islandès.
Va començar aviat la seva carrera, publicant Sýnir (Visions), el 1978. S'ha dedicat sobretot a la poesia, però també va ser compositor de Björk i va participar en la pel·lícula Dancing in the Dark de Lars von Trier. Va guanyar el Premi de Literatura del Consell Nòrdic el 2005 i els seus llibres han estat traduïts a diversos idiomes. Ha viscut i treballat a Londres, i ara viu amb la seva esposa i els seus dos fills a Reykjavík.

## Obra

### Teatre
- Ástir Bjartmars Ísidórs
- Keiluspil
- Tóm ást

### Poesia
- Leikfangakastalar sagði hún það er ekkert til sem heitir leikfangakastalar
- Ég man ekki eitthvað um skýin
- Hvernig elskar maður hendur?
- Myrkar fígúrur
- Oh!
- Reiðhjól blinda mannsins
- Sjónhverfingabókin
- Sýnir: yrkingar

### Novel·la
- Argóarflísin
- Your Eyes Saw Me
- Engill, pípuhattur og jarðarber
- Með titrandi tár
- Skugga-Baldur
- Stálnótt

### Còmics
- Ævintýri Tinnu og Hreins Borgfjörð